# Albalonga
L' albalonga est un cépage de cuve allemand de raisins blancs.

## Origine et répartition géographique
Le cépage est une obtention de Hans Breider dans l'institut Bayerische Landesanstalt für Weinbau und Gartenbau à Veitshöchheim près de Wurtzbourg. L'origine génétique est vérifiée : c'est un croisement des cépages rieslaner x sylvaner réalisé en 1951. Le cépage est autorisé dans de nombreux Länder en Allemagne. La superficie plantée est en régression passant de 19 hectares en 1994 à 13 hectares en 2001.

## Caractères ampélographiques
- Extrémité du jeune rameau duveteux
- Feuilles adultes, entières, ondulé avec un sinus pétiolaire en U

## Aptitudes culturales
La maturité est de deuxième époque tardive: 15 - 20 jours après le chasselas.

## Potentiel technologique
Les grappes sont moyennes et les baies sont de taille petite à  moyenne. La grappe est cylindrique et compacte. Le cépage est de bonne vigueur et fertile. Il est sensible à la pourriture grise et à la chlorose si les sols sont trop calcaires. Le cépage donne des vins blancs secs fruités gardant une bonne acidité. En vendange tardive, la qualité des vins est élevée.

## Synonymes
L'albalonga est connu sous le sigle Wü B 51-2-1.